# Гидроксид-хлорид меди(II)
Гидрокси́д-хлори́д ме́ди(II) (гидроксохлори́д ме́ди) — неорганическое соединение,
осно́вная соль меди и соляной кислоты с формулой CuOHCl,
бледно-зелёные кристаллы,
не растворяется в воде,
образует кристаллогидраты.

## Получение
- В природе встречается минерал атакамит — Cu2(OH)3Cl с примесями Ca, Co [1]
- Реакция растворов хлорида и карбоната меди.

## Физические свойства
Гидроксид-хлорид меди(II) образует бледно-зелёные кристаллы нескольких модификаций:
- моноклинная сингония, параметры ячейки a = 0,573 нм, b = 0,611 нм, c = 0,565 нм, β = 93,75°, Z = 2.
- ромбическая сингония, пространственная группа P mcn, параметры ячейки a = 0,684 нм, b = 0,913 нм, c = 0,601 нм, Z = 4.

Не растворяется в воде.
Образует кристаллогидраты состава Cu2(OH)3Cl · nH2O, где n = 1, 2 и 3.

## Применение
- Пигмент.
- Фунгицид.